# 舊科西夫
48°19′21″N 25°7′51″E / 48.32250°N 25.13083°E
舊科西夫（烏克蘭語：Старий Косів），是烏克蘭的村落，位於該國西部伊萬諾-弗蘭科夫斯克州，由科索夫區負責管轄，面積10.6平方公里，海拔高度334米，人口1,700，人口密度每平方公里160.5人。